# Amphientulus validus
Amphientulus validus är en urinsektsart som först beskrevs av Sören Ludvig Paul Tuxen 1967.  Amphientulus validus ingår i släktet Amphientulus och familjen lönntrevfotingar. Inga underarter finns listade i Catalogue of Life.